# Municipio de Ixcaquixtla
El Municipio de Ixcaquixtla es uno de los 217 municipios del estado mexicano de Puebla localizado en la parte sur del estado a 108 kilómetros de la ciudad de Puebla. Su principal actividad económica es la agricultura y el comercio y cuenta con una población de 6,922 habitantes. Su cabecera es la localidad de Ixcaquixtla.

## Toponimia
El nombre de este municipio viene del náhuatl, ixcaqui que en nahua significa “oye ven acá” y tla, tomado como sinónimo de lugar, “es el lugar donde se llama a alguien”, haciendo referencia al origen del pueblo, que el primer habitante que hubo, viéndose solo, llamó a un transeúnte que pasaba por ahí para que lo acompañara, aunque recientemente descubierto en un documento de 1520 aparece como referencia el nombre en náhuatl  y popoloca, siendo el primer nombre Yxcaquixtlan que en composición de los vocablos: Yxcatl= algodón, y -tlan= lugar, se transcribe como "Lugar donde sale el algodón" y en popoloca Quachju Xuhhchuah = lugar donde hay muchos cues o jagüey, otra teoría del significado del nombre aparece en el libro del Dr. Nicolás León Vocabulario de la lengua Popoloca tiene: Chase-guixo. -Chase= pueblo, gui= llano, xo= lana(variante después de la conquista) solo como referente el algodón crece de manera natural actualmente en algunos lugares o parajes.¹

## Geografía
El municipio de Ixcaquixtla se localiza en la parte sur del estado, colinda al norte con Tepexi de Rodríguez y Juan N. Méndez, al suroeste y sureste con Coyotepec. Cuenta con una superfiecie de 173.49 kilómetros cuadrados ubicándolo en lugar 77 en cuanto a tamaño respecto a los demás municipios del estado.

## Población
De acuerdo a los resultados que presenta el II Conteo de Población y Vivienda del 2010, el municipio cuenta con un total de 8093 habitantes.

## Cultura, arquitectura y sitios históricos
Su principal fiesta es el 24 de junio que corresponde a San Juan Bautista según el calendario católico, hay otras fiestas que corresponden a los cuatro barrios que componen la cabecera municipal celebrándose el día 3 de mayo, 8, 11, 12 y 13 de diciembre, además de las fiestas patronales de las comunidades que conforman el municipio. Dentro de las festividades más importantes se encuentra la denominada "Noche del maíz" celebrada el 12 de diciembre de cada año, en la que hay eventos culturales y artísticos.
Parroquia de San Juan Bautista, construida en el siglo XVII de estilo churrigueresco.
La Troje: lugar en donde se almacenaban los granos cosechados en el valle que circunda la población.
Casa de Altos: Ubicada en el primer cuadro del centro de la población construida a finales del siglo XVIII.
Casa Porfiriana: Ubicada a un costado de la presidencia municipal, así nombrada por su estilo afrancesado, debido a los elementos arquitectónicos que la conforman.
También se pueden observar algunas casonas que datan del siglo XVIII, conformadas por grandes y hermosos corredores decorados por plantas, habitaciones conectadas entre sí, altos muros de piedra caliza pues el clima extremo del verano lo demanda así.
Exhacienda El Barragan: data del siglo XVII fundada por la orden Jesuita y que dejó de producir hasta iniciada la revolución. Existen otras ex-haciendas como San Miguel, San José Ruiz, San José Moro y Los Ochoa.
Capilla La Soledad: data del siglo XVI, construida provisionalmente a la llegada de los españoles a la zona.
Antigua Estación del Tren: ubicada al nororiente de la población sobre el antiguo camino real a Atenayuca, construida a finales del siglo XIX.
Sitio histórico Jagüey Colorado: en los alrededores de este vaso hidráulico prehispánico se llevó a cabo una batalla el 1 de enero de 1817, durante el movimiento independentista.
También cabe mencionar algunos basamentos piramidales que aún se encuentran en pie dentro de la población y alrededores, prueba del esplendor de la cultura popoloca.
En 2004 se descubrió una tumba prehispánica con pintura mural, la cual se encuentra actualmente bajo custodia del Centro INAH Puebla y está cerrado al público.

## Gastronomía
- Alimentos: Huaxmole, Alaches, Abas, Flores de Calabaza, Barbacoa,Tlacoyos, Chondatas, Picaditas de masa con salsa de huaje, Cecina.

- Bebidas: Pulque, Mezcal, Aguardiente, Atole de granillo.

- Frutas: Pitaya, Pitahaya, Xoconoxtle, Ciruela roja, Xiotiyas, Tiliapos, Mango, Zapote (Todo esto comercializado según la temporada del año en su tianguis milenario, el cual ahora se instala cada domingo)

## Economía
Las principales actividades económicas del municipio son:

### Agricultura
El municipio produce: maíz, frijol, sorgo; jitomate, calabaza pepino, cebolla, tomate verde. etc

### Ganadería
Dentro de esta actividad tenemos ganado bovino carne, bovino leche, porcino, caprino, ovino, equino y otros como asnal, mular, y conejos, además se crían aves de corral. 
Pesca: en la comunidad de Cuatro Rayas, se encuentra un pequeño criadero de peces para la venta y consumo de la región.

### Industria
En el municipio han llegado empresas a instalarse para la producción de hortalizas y avícola.

### Comercio
Existe una diversidad de negocios que satisfacen la demanda de la población, entre los que se encuentran zapaterías, papelerías, ferreterías, materiales de construcción, panaderías etc., la venta de lubricantes y artículos o refacciones de automóviles.

### Servicios
Proporcionan servicios en salones de belleza y peluquerías, reparación de automóviles, camiones, bicicletas, calzado, carpinterías, hoteles, fondas o restaurantes, servicios electrodomésticos.